# گربه بیرون از خانه
گربه بیرون از خانه (به انگلیسی: The Cat's Out) انیمیشن کوتاهی از مجموعه سمفونی احمقانه محصول دیزنی به کارگردانی ویلفرد جکسون در سال ۱۹۳۱ منتشر شد.
این فیلم کوتاه در ابتدا با عنوان کابوس گربه منتشر شد.